# Turquie au Concours Eurovision de la chanson
La Turquie participe au Concours Eurovision de la chanson, depuis sa vingtième édition, en 1975, jusqu'à sa cinquante-septième édition, en 2012, et l'a remporté une seule fois, en 2003.

## Participation
Le pays participe pour la première fois en 1975 et a manqué plusieurs éditions du concours.  
En 1976 et 1977, la Turquie se retira par mesure de protestation envers la participation de la Grèce.
En 1979, le pays avait sélectionné, pour le représenter, la chanson Seviyorum, interprétée par Maria Rita Epik et le groupe 21.Peron. Dans le cadre de la crise pétrolière et des tensions internationales, la Turquie subit les pressions des pays voisins d’Israël et finit par se retirer.
En 1994, le pays fut relégué à la suite des résultats obtenus l'année précédente.
Depuis l'instauration des demi-finales, en 2004, la Turquie a manqué une finale du concours, en 2011.
En 2013, la télévision publique turque décida de se retirer, mécontente des changements apportés durant les dernières années au règlement du concours. Le pays n'est pas revenu depuis.
En août 2018, Ibrahim Eren, président de la télévision publique turque TRT, déclare que la Turquie n'envisage pas de revenir dans la compétition, critiquant notamment la présence de Conchita Wurst et accusant l'Eurovision d'avoir « dévié de leurs valeurs ».

## Résultats

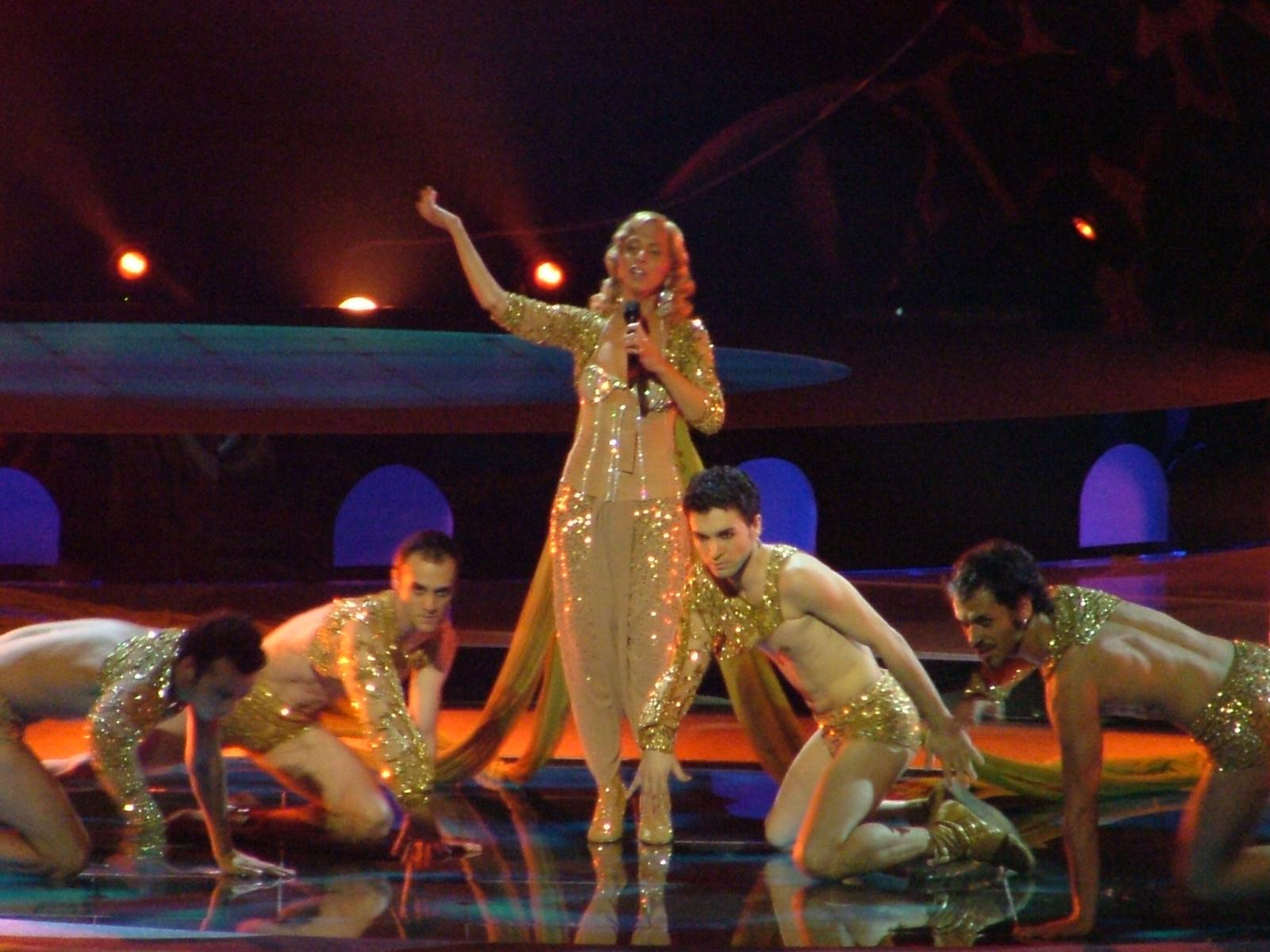
Sertab Erener, interprétant le titre Everyway That I Can lors de l'ouverture de la 49e édition du concours, à Istanbul en 2004.

La Turquie a remporté le concours une seule fois, en 2003, avec la chanson Everyway That I Can, interprétée par Sertab Erener. Déjà une très grande star dans son pays, elle avait été choisie par la télévision publique turque, dans le cadre d'un processus de sélection interne. Mais elle dut batailler pour imposer ses choix. Tout d’abord, elle choisit de chanter en anglais. Elle devint ainsi la première représentante turque à ne pas chanter en turc. Ensuite, insatisfaite de sa chanson, elle en fit remixer la bande-son avant la finale, afin de la rendre plus attractive au grand public. Enfin, elle décida de se faire accompagner sur scène par quatre danseuses découvertes par elle dans une école de danse du ventre à Vienne. En 2005, lors de l'émission spéciale Congratulations: 50 ans du Concours Eurovision de la chanson, Everyway That I Can fut élue neuvième meilleure chanson à jamais avoir été présentée au concours.
Le pays a en outre remporté à une reprise, une demi-finale : en 2010. La Turquie a terminé à deux reprises, à la deuxième place : une fois en demi-finale, en 2009 ; une autre fois en finale, en 2010. Elle a terminé à deux reprises, à la troisième place : une fois en finale, en 1997 ; une autre fois en demi-finale, en 2007. A contrario, le pays a terminé à trois reprises à la dernière place (en 1975, 1983 et 1987) et a obtenu un nul point, à deux reprises (en 1983 et 1987).
La Turquie fait partie des 8 pays participants à avoir terminé à la dernière place lors de leurs débuts, avec l'Autriche  (en 1957), Monaco (en 1959), le Portugal (en 1959), Malte (en 1971), la Lituanie (en 1994), la Tchéquie (en 2007) et Saint-Marin (en 2008).

## Pays hôte

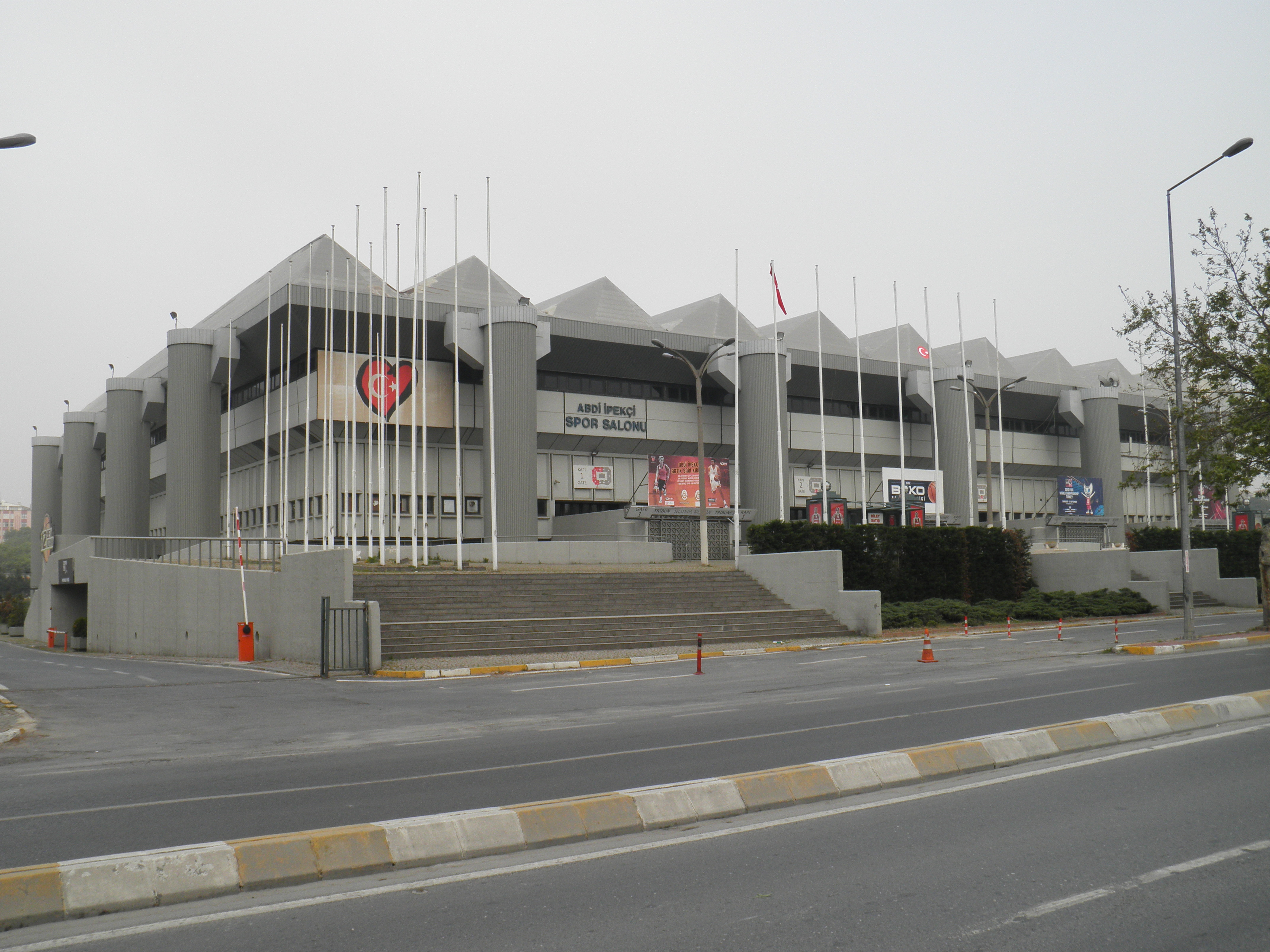
Istanbul est la ville hôte de l'édition en 2004, avec l'Abdi İpekçi Arena.

La Turquie a organisé le concours une seule fois, en 2004. 
L’événement se déroula les mercredi 12 et samedi 15 mai 2004,  à l'Abdi İpekçi Arena, à Istanbul. Les présentateurs de la soirée furent Meltem Cumbul et Korhan Abay. Face au nombre croissant de pays souhaitant concourir, l’UER décida de supprimer le système des relégations et d’introduire une demi-finale, afin de déterminer les finalistes. Désormais, étaient qualifiés d’office pour cette dernière : les quatre contributeurs financiers les plus importants de l’Union (les « Big Four » - l’Allemagne, l’Espagne, la France et le Royaume-Uni) ainsi que les dix autres pays ayant terminé en tête du classement (y compris le pays vainqueur). Tous les autres pays durent passer par la demi-finale, organisée le mercredi précédent la finale et au terme de laquelle dix autres pays se qualifièrent.

## Faits notables
En 1983, la chanson turque, Opera, interprétée par Çetin Alp, reprenait dans son refrain plusieurs airs d’opéra. Les choristes, le groupe The Short Waves, étaient déguisés en personnages d’opéra, notamment Carmen, Aïda et Figaro.
En 1989, la chanson turque, Bana, bana, avait été écrite et composée par Timur Selçuk, qui dirigea également l'orchestre pour son pays. Sa fille, Hazal Selçuk, faisait partie du quatuor Pan.

## Représentants
| Édition                  | Année | Artiste(s)                  | Chanson                  | Langue(s)           | Traduction française                     | Finale              | Finale              | Demi-finale | Demi-finale |
| Édition                  | Année | Artiste(s)                  | Chanson                  | Langue(s)           | Traduction française                     | Place               | Points              | Place       | Points      |
| ------------------------ | ----- | --------------------------- | ------------------------ | ------------------- | ---------------------------------------- | ------------------- | ------------------- | ----------- | ----------- |
| 20e                      | 1975  | Semiha Yankı                | Seninle Bir Dakika       | Turc                | Une minute avec toi                      | 19                  | 03                  |             |             |
| Retrait en 1976 et 1977. |       |                             |                          |                     |                                          |                     |                     |             |             |
| 23e                      | 1978  | Nilüfer et Nazar            | Sevince                  | Turc                | Quand quelqu'un aime                     | 18                  | 02                  |             |             |
| 24e                      | 1979  | Retrait en 1979.            | Retrait en 1979.         | Retrait en 1979.    | Retrait en 1979.                         | Retrait en 1979.    | Retrait en 1979.    |             |             |
| 25e                      | 1980  | Ajda Pekkan                 | Pet'r oil                | Turc                | Pétrole                                  | 15                  | 23                  |             |             |
| 26e                      | 1981  | Modern Folk Trio & Ayşegül  | Dönme dolap              | Turc                | Le carrousel                             | 18                  | 09                  |             |             |
| 27e                      | 1982  | Neco                        | Hani?                    | Turc                | Où ?                                     | 15                  | 20                  |             |             |
| 28e                      | 1983  | Çetin Alp & The Short Waves | Opera                    | Turc                | Opéra                                    | 19                  | 00                  |             |             |
| 29e                      | 1984  | Beş Yıl Önce, On Yıl Sonra  | Halay                    | Turc                | -                                        | 12                  | 37                  |             |             |
| 30e                      | 1985  | MFÖ                         | Didai didai dai          | Turc                | -                                        | 14                  | 36                  |             |             |
| 31e                      | 1986  | Klips ve Onlar              | Halley                   | Turc                | Halley                                   | 09                  | 53                  |             |             |
| 32e                      | 1987  | Seyyal Taner & Lokomotif    | Şarkım Sevgi Üstüne      | Turc                | Ma chanson parle d'amour                 | 22                  | 00                  |             |             |
| 33e                      | 1988  | MFÖ                         | Sufi                     | Turc                | -                                        | 15                  | 37                  |             |             |
| 34e                      | 1989  | Pan                         | Bana, Bana               | Turc                | A moi, à moi                             | 21                  | 05                  |             |             |
| 35e                      | 1990  | Kayahan                     | Gözlerinin Hapsindeyim   | Turc                | Prisonnier de tes yeux                   | 17                  | 21                  |             |             |
| 36e                      | 1991  | Izel, Reyhan & Can          | İki Dakika               | Turc                | Deux minutes                             | 12                  | 44                  |             |             |
| 37e                      | 1992  | Aylin Vatankoş              | Yaz Bitti                | Turc                | L'été est fini                           | 19                  | 17                  |             |             |
| 38e                      | 1993  | Burak Aydos                 | Esmer Yarım              | Turc                | Ma chère brunette                        | 21                  | 10                  |             |             |
| 39e                      | 1994  | Relégation en 1994.         | Relégation en 1994.      | Relégation en 1994. | Relégation en 1994.                      | Relégation en 1994. | Relégation en 1994. |             |             |
| 40e                      | 1995  | Arzu Ece                    | Sev                      | Turc                | Aime                                     | 16                  | 21                  |             |             |
| 41e                      | 1996  | Şebnem Paker                | Beşinci Mevsim           | Turc                | La cinquième saison                      | 12                  | 57                  |             |             |
| 42e                      | 1997  | Şebnem Paker                | Dinle                    | Turc                | Ecoute                                   | 03                  | 121                 |             |             |
| 43e                      | 1998  | Tüzmen                      | 'Unutamazsın             | Turc                | Tu ne peux pas oublier                   | 14                  | 25                  |             |             |
| 44e                      | 1999  | Tuğba Önal & Grup Mıstık    | Dön artık                | Turc                | Reviens                                  | 16                  | 21                  |             |             |
| 45e                      | 2000  | Pınar Ayhan & The SOS       | Yorgunum Anla            | Turc, anglais       | Comprenez que je suis las                | 10                  | 59                  |             |             |
| 46e                      | 2001  | Sedat Yüce                  | Sevgiliye Son            | Turc, anglais       | Au revoir, mon amour                     | 11                  | 41                  |             |             |
| 47e                      | 2002  | Buket Bengisu & Grup Safir  | Leylaklar Soldu Kalbinde | Turc, anglais       | Les lilas se sont estompés dans ton cœur | 16                  | 29                  |             |             |
| 48e                      | 2003  | Sertab Erener               | Everyway That I Can      | Anglais             | Par tous les moyens possibles            | 01                  | 167                 |             |             |
| 49e                      | 2004  | Athena                      | For Real                 | Anglais             | Pour de vrai                             | 04                  | 195                 |             |             |
| 50e                      | 2005  | Gülseren                    | Rimi Rimi Ley            | Turc                | -                                        | 13                  | 92                  |             |             |
| 51e                      | 2006  | Sibel Tüzün                 | Süper star               | Turc, anglais       | Superstar                                | 11                  | 91                  | 08          | 91          |
| 52e                      | 2007  | Kenan Doğulu                | Shake It Up, şekerim     | Anglais             | Secoue-le, chérie                        | 04                  | 163                 | 03          | 197         |
| 53e                      | 2008  | Mor ve Ötesi                | Deli                     | Turc                | Fou                                      | 07                  | 138                 | 07          | 85          |
| 54e                      | 2009  | Hadise                      | Düm tek tek              | Anglais             | Boum bang bang                           | 04                  | 177                 | 02          | 172         |
| 55e                      | 2010  | maNga                       | We Could Be The Same     | Anglais             | Nous pourrions être pareils              | 02                  | 170                 | 01          | 118         |
| 56e                      | 2011  | Yüksek Sadakat              | Live It Up               | Anglais             | Fais la fête                             |                     |                     | 13          | 47          |
| 57e                      | 2012  | Can Bonomo                  | Love Me Back             | Anglais             | Aime-moi en retour                       | 07                  | 119                 | 05          | 80          |
| Retrait depuis 2013.     |       |                             |                          |                     |                                          |                     |                     |             |             |

- Première place
- Deuxième place
- Troisième place
- Dernière place
- Turquie organisatrice

 Qualification automatique en finale
 Élimination en demi-finale

## Galerie

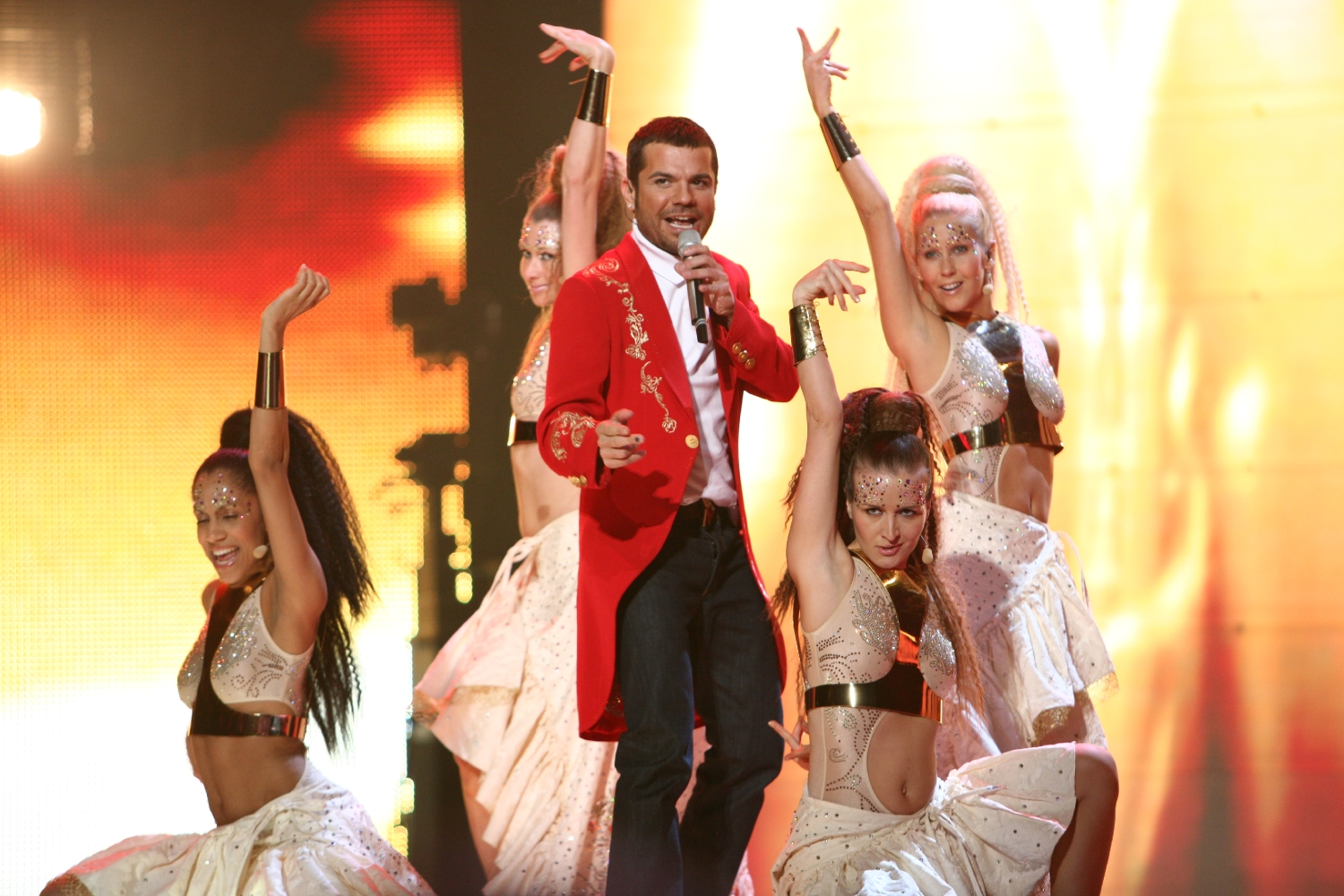
Kenan Doğulu à Helsinki (2007)
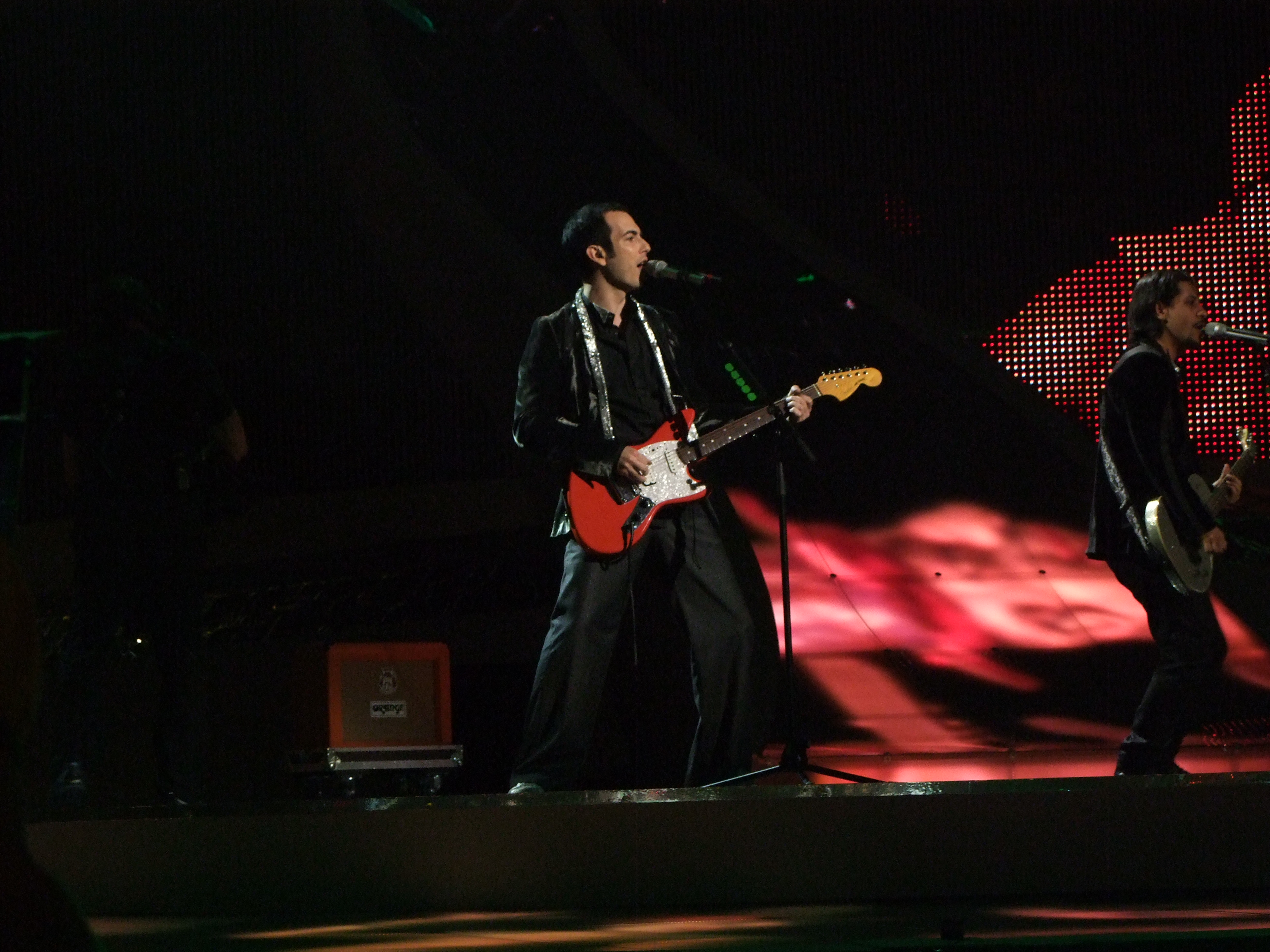
Mor ve Ötesi à Belgrade (2008)
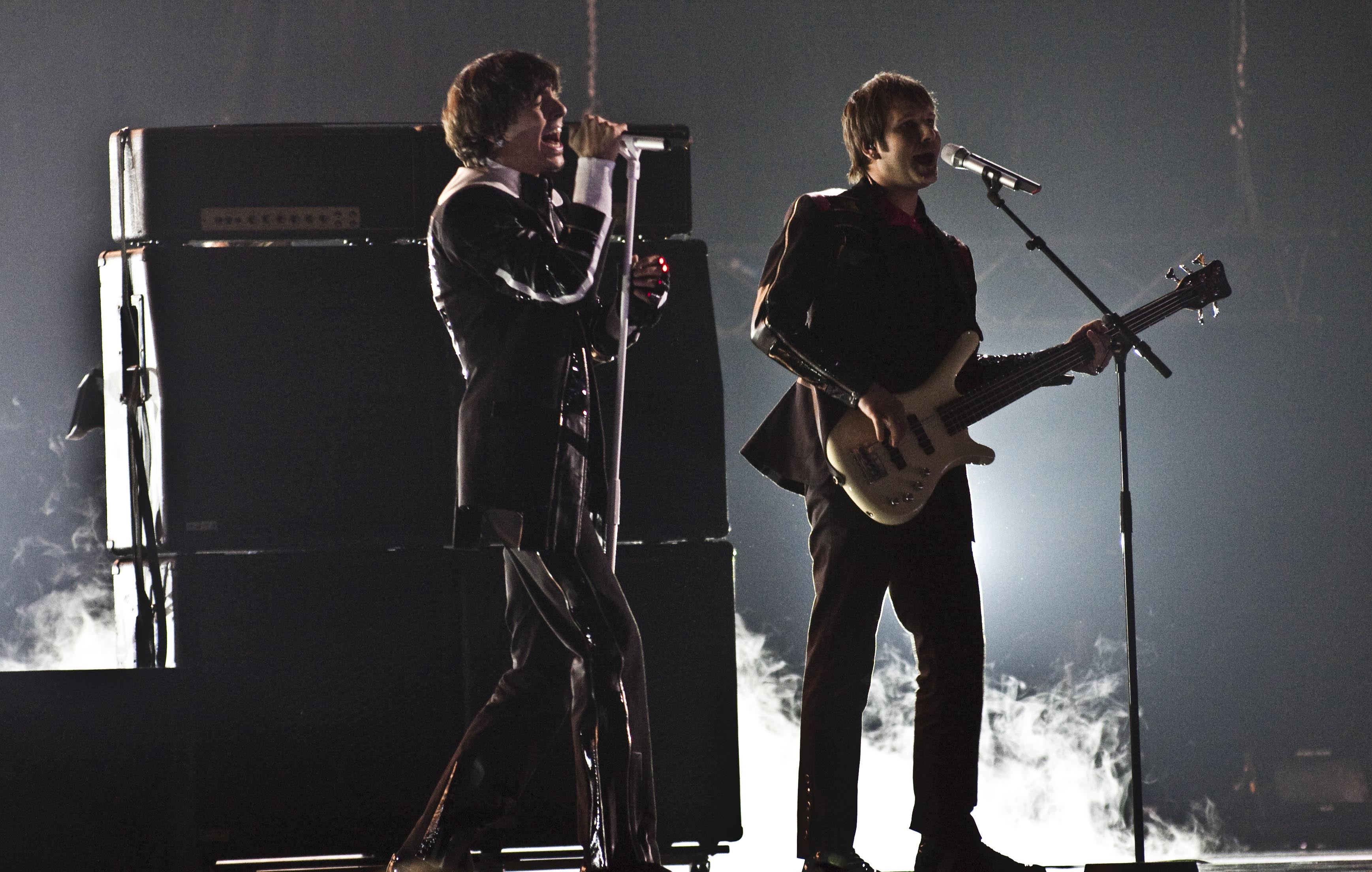
maNga à Oslo (2010)

## Chefs d'orchestre, commentateurs et porte-paroles
| Année      | Chef d'orchestre   | Commentateur(s)                | Porte-parole        |         |
| ---------- | ------------------ | ------------------------------ | ------------------- | ------- |
| 1975       | Timur Selçuk       | Bülend Özveren                 | Bülent Osma         |         |
| 1976       | retrait            | Bülend Özveren                 | retrait             |         |
| 1977       | retrait            | Bülend Özveren                 | retrait             |         |
| 1978       | Onno Tunç          | Bülend Özveren                 | Meral Savcı         |         |
| 1979       | retrait            | Bülend Özveren                 | retrait             |         |
| 1980       | Atilla Özdemiroğlu | Bülend Özveren                 | Başak Doğru         |         |
| 1981       | Onno Tunç          | Bülend Özveren                 | Başak Doğru         |         |
| 1982       | Garo Mafyan        | Ümit Tunçağ                    | Başak Doğru         |         |
| 1983       | Buğra Uğur         | Başak Doğru                    | Fatih Orbay         |         |
| 1984       | Selçuk Başar       | Başak Doğru                    | Fatih Orbay         |         |
| 1985       | Garo Mafyan        | Başak Doğru                    | Fatih Orbay         |         |
| 1986       | Melih Kibar        | Bülend Özveren                 | Ümit Tunçağ         |         |
| 1987       | Garo Mafyan        | Bülend Özveren                 | Canan Kumbasar      |         |
| 1988       | Turhan Yükseler    | Bülend Özveren                 | Canan Kumbasar      |         |
| 1989       | Timur Selçuk       | Bülend Özveren                 | Canan Kumbasar      |         |
| 1990       | Ümit Eroğlu        | Başak Doğru                    | Korhan Abay         |         |
| 1991       | Turhan Yükseler    | Başak Doğru                    | Canan Kumbasar      |         |
| 1992       | Aydın Özarı        | Bülend Özveren                 | Korhan Abay         |         |
| 1993       | -                  | Bülend Özveren                 | Ömer Önder          |         |
| 1994       | relégation         | Bülend Özveren                 | relégation          |         |
| 1995       | Melih Kibar        | Bülend Özveren                 | Ömer Önder          |         |
| 1996       | Levent Çoker       | Bülend Özveren                 | Ömer Önder          |         |
| 1997       | Levent Çoker       | Bülend Özveren                 | Ömer Önder          |         |
| 1998       | Ümit Eroğlu        | Ömer Önder                     | Osman Erkan         |         |
| 1999       | -                  | Gülşah Banda                   | Osman Erkan         |         |
| 2000       | -                  | Ömer Önder                     | Osman Erkan         |         |
| 2001       | -                  | Ömer Önder                     | Meltem Ersan Yazgan |         |
| 2002       | -                  | Bülend Özveren                 | Meltem Ersan Yazgan |         |
| 2003       | -                  | Bülend Özveren                 | Meltem Ersan Yazgan |         |
| 2004       | -                  | Bülend Özveren & Didem Tolunay | Meltem Ersan Yazgan |         |
| 2005       | -                  | Bülend Özveren                 | Meltem Ersan Yazgan |         |
| 2006       | -                  | Bülend Özveren                 | Meltem Ersan Yazgan |         |
| 2007       | -                  | Hakan Urgancı                  | Meltem Ersan Yazgan |         |
| 2008       | -                  | Bülend Özveren                 | Meltem Ersan Yazgan |         |
| 2009       | -                  | Bülend Özveren                 | Meltem Ersan Yazgan |         |
| 2010       | -                  | Bülend Özveren                 | Meltem Ersan Yazgan |         |
| 2011       | -                  | Bülend Özveren & Erhan Konuk   | Ömer Önder          |         |
| 2012       | -                  | Bülend Özveren & Erhan Konuk   | Ömer Önder          |         |
| 2013- 2023 | retrait            | retrait                        | retrait             | retrait |

## Historique de vote
Depuis 1975, la Turquie a attribué en finale le plus de points à :
| Rang | Pays        | Points |
| ---- | ----------- | ------ |
| 1    | Azerbaïdjan | 129    |
| 2    | Royaume-Uni | 126    |
| 3    | Irlande     | 119    |
| 4    | Espagne     | 118    |
| 5    | Allemagne   | 86     |

Depuis 1975, la Turquie a reçu en finale le plus de points de la part de :
| Rang | Pays        | Points |
| ---- | ----------- | ------ |
| 1    | Azerbaïdjan | 170    |
| 2    | France      | 151    |
| 3    | Pays-Bas    | 132    |
| 4    | Belgique    | 108    |
| 5    | Suisse      | 104    |